# 武田英子のニュースにタッチ!
『武田英子のニュースにタッチ!』（たけだえいこのニュースにタッチ）は、ラジオ大阪で2013年4月1日から9月27日まで、毎週月 - 金曜日18:00 - 19:00に放送されていたニュース・音楽番組である。

## 番組概要
放送日のニュース・出来事を伝える一方で、複数の楽曲を放送していた。2013年9月27日（金曜日）の放送で終了。
なおラジオ大阪では、2013年9月30日（月曜日）から、当番組月 - 木曜日の放送枠を新番組『スパメン!』（18:00 - 20:00）に統合。武田もアシスタントとして、同番組に引き続き出演する。